# Rafael Fuertes Arias
Rafael Fuertes Arias (n. Oviedo, 19 de junio de 1861-años 1930) fue un militar, historiador,  escritor y periodista español, colaborador asiduo en diversos medios de prensa de Asturias, donde escribía sobre asuntos militares y económicos. Era hijo de otro prolífico escritor, Máximo Fuertes Acevedo.

## Vida castrense
Participó en la guerra de Cuba, campaña en la que alcanzó el grado de capitán. Desempeñó diversos puestos, como militar empleado de la fábrica de armas de Trubia hasta que fue nombrado secretario de Intendencia General Militar, cargo que ejerció hasta su retiro con la graduación de general. Coronel Director de la Academia Militar de Ávila, colaboró con artículos de carácter militar y económico en diversos periódicos y publicaciones militares de la época. Estaba en posesión de numerosas medallas y condecoraciones civiles y militares. Fue Comisario de Guerra con residencia en Madrid.

## Obra
Fue miembro de la Real Academia Hispano Americana de Ciencias, Artes y Letras. Su obra fue notable y cubría diversos campos, el militar, económico e histórico. Entre las principales obras destacan:
- Maniobras militares de 1892. Narración crítica del funcionamiento de la Administración Militar. Coruña. 1894.
- Asturias Industrial: estudio descriptivo del estado actual de la industria asturiana en todas sus manifestaciones. Gijón. 1902.
- Alfonso de Quintanilla, Contador Mayor de los Reyes Católicos. Estudio crítico acerca de su vida, hechos, e influencia en la reforma económica, política y militar de la Monarquía Española. Oviedo. Tipografía de la Cruz. 1909.
- Ojeada histórica acerca de la Ínclita Orden Militar del Santo Sepulcro. 1913.
- Ensayo biográfico acerca del  Excmo. Sr. D. Joseph del Campillo y Cossío. Intendente del ejército y primer ministro de Felipe V. 1692-1743. Madrid. 1927
- Monografía histórica de la Academia de Intendencia del Ejército (Ávila 1875-1931). Madrid, Imprenta del Patronato de Huérfanos de Intendencia e Intervención Militar. 1936.

También colaboró en periódicos como Región de Oviedo, El Independiente de Vigo, La Voz de Galicia, El Correo de Asturias, El Siglo Futuro, El Popular de Gijón entre otros.